# Gina Tricot
Gina Tricot er en svensk kæde af dametøjsbutikker. Kæden består af 120 butikker, der omsætter for 1,6 mia. SEK (2008). Foruden Sverige er butikkerne beliggende i Norge, Finland, Tyskland og Danmark.
Kæden blev etableret i Borås i 1997 af Jörgen Appelqvist, der stadig er administrerende direktør og ejer. 

## Butikker i Danmark
Gina Tricot åbnede sin første danske butik i august 2008 på Frederiksberggade i København og har pr. 1. marts 2015 18 butikker i Danmark.
| Region             | Antal | By                                                                      |
| ------------------ | ----- | ----------------------------------------------------------------------- |
| Region Hovedstaden | 5     | København (Købmagergade, Fields, Rødovre), Frederikssund, Høje Taastrup |
| Region Sjælland    | 3     | Hundige, Roskilde, Næstved, Køge, Fisketorvet                           |
| Region Syddanmark  | 5     | Odense, Kolding, Vejle, Esbjerg, Sønderborg                             |
| Region Midtjylland | 3     | Herning, Aarhus (City Vest, Strøget)                                    |
| Region Nordjylland | 2     | Aalborg (Bispengade, Friis)                                             |